# Centro de Estudos e Pesquisas Jurídicas (CEPEJ)
O Centro de Estudos e Pesquisas Jurídicas (Cepej) é uma entidade estudantil da Faculdade de Direito da UFBA dedicada ao estímulo e à promoção da pesquisa acadêmica. Criado em 1985 e formado exclusivamente por estudantes, tem desenvolvido um trabalho significativo ao longo dos anos, consolidando-se como um espaço de referência na faculdade para a reflexão e a prática de pesquisa. Seu reconhecimento também se expandiu para outras universidades do Brasil e da América Latina.
Após um período de retração, causado pela falta de estrutura e pela escassez de apoio a iniciativas de pesquisa, o CEPEJ tem retomado com força suas atividades. Entre elas, destacam-se a organização de eventos, como seminários e debates, além de contribuir para a criação e organização de publicações jurídicas, como a Revista do CEPEJ.

## Estrutura
A composição estrutural do CEPEJ já passou por algumas pequenas mudanças ao longo do tempo, mas sem alterar a essência da gestão da entidade. Atualmente, o CEPEJ é estruturado a partir da Diretoria Executiva (DEX), que se subdivide em cinco diretorias: Diretoria de Presidência, Diretoria de Comunicação, Diretoria de Projetos, Diretoria de Gestão de Pessoas e Diretoria Administrativo-Financeira. 
De acordo com o art. 15 do estatuto da entidade, cada Diretoria será composta pelo diretor, vice-diretor e por seus assessores, que deverão auxiliá-los nas suas tarefas, bem como substituí-los em reunião da Diretoria Executiva, desde que autorizados expressamente pelo Diretor.
- Diretoria de Presidência (Dpres): A Diretoria de Presidência do CEPEJ é responsável pela coordenação geral da entidade, garantindo a execução de suas diretrizes e objetivos institucionais. Sua função principal é representar oficialmente o CEPEJ interna e externamente. Além disso, cabe à Presidência manter o alinhamento da entidade com sua missão e valores.
- Diretoria de Comunicação (Dcom): A Diretoria de Comunicação do CEPEJ desempenha um papel fundamental na disseminação de informações e na construção da imagem institucional da entidade. Sua principal responsabilidade é garantir a transparência e a eficiência na comunicação interna e externa, promovendo o engajamento dos membros e a divulgação das atividades do CEPEJ. Dentre suas atribuições, destacam-se a gestão das redes sociais e a produção de materiais informativos. Além disso, a diretoria atua na criação e no fortalecimento da identidade visual do CEPEJ, assegurando que a entidade tenha uma presença marcante e coerente nos meios de comunicação.
- Diretoria de Projetos (Dproj): A Diretoria de Projetos do CEPEJ é responsável pela coordenação, desenvolvimento e acompanhamento das atividades, garantindo que os projetos estejam alinhados aos objetivos da entidade. Sua atuação envolve a criação e a fiscalização dos Grupos de Trabalho (GTs), fundamentais para a execução das atividades.
- Diretoria de Gestão de Pessoas (Dgp): A Diretoria de Gestão de Pessoas do CEPEJ é responsável por garantir um ambiente eficiente e harmonioso. Dentre suas funções, destaca-se a organização dos processos seletivos de novos membros. Além disso, a diretoria trabalha na mediação de conflitos e na criação de políticas que favoreçam a motivação e o bem-estar dos integrantes, fortalecendo o espírito colaborativo dentro da entidade.
- Diretoria Administrativo-Financeira (Daf): A Diretoria Administrativo-Financeira do CEPEJ é responsável pela gestão dos recursos financeiros e administrativos da entidade, garantindo a organização e a sustentabilidade das atividades. Seu papel é essencial para assegurar que todas as ações do CEPEJ sejam realizadas com eficiência, transparência e conformidade com as normas internas. No âmbito financeiro, a diretoria administra o orçamento da entidade, elabora relatórios financeiros e supervisiona a captação de recursos. Além disso, monitora a correta aplicação dos recursos, garantindo que os projetos e iniciativas do CEPEJ tenham viabilidade econômica. Já na esfera administrativa, a diretoria cuida da infraestrutura, gerenciando o patrimônio da entidade.

## Atividades
O CEPEJ tem como missão e foco o estímulo e a promoção da pesquisa acadêmica. A entidade cumpre essa missão por meio das atividades realizadas pelos Grupos de Trabalho (GTs), que se dedicam ao desenvolvimento de projetos e pesquisas que contribuem para o avanço do conhecimento e para a execução dos objetivos do CEPEJ. 
Ao longo de seus 40 anos de história, o CEPEJ contou com diversos Grupos de Trabalho (GTs), cada um dedicado a áreas específicas de pesquisa e desenvolvimento. No entanto, atualmente, estão ativos apenas os seguintes GTs: GT Quintas Fundamentais, GT Pesquisa, GT Revista e GT Metodologia, que continuam a desempenhar um papel essencial nas atividades da entidade.
- GT Quintas Fundamentais:
- GT Pesquisa:
- GT Revista:
- GT Metodologia:

1. ↑  https://direito.ufba.br/centro-de-estudos-e-pesquisas-jur%C3%ADdicas-cepej Em falta ou vazio |título= (ajuda)